# Guraidhoo (Laamu-atol)
Guraidhoo is een van de onbewoonde eilanden van het Laamu-atol behorende tot de Maldiven.